# Natalia Budzyńska
Natalia Budzyńska (z domu Trzebińska; ur. 1968) – polska kulturoznawczyni i pisarka biografistyczna, publicystka Przewodnika Katolickiego.

## Informacje osobiste
Wychowywała się w Poznaniu. Jako nastolatka związała się z subkulturą punk i zaangażowała się w akcje zielonego anarchizmu i feminizmu. Ukończyła kulturoznawstwo na Uniwersytecie im. Adama Mickiewicza w Poznaniu. Swojego przyszłego męża, Tomasza Budzyńskiego, poznała na festiwalu muzyki niezależnej Eko Czad w Wągrowcu w 1991, na którym występował ze swoim zespołem Armia. Następnie zamieszkali w Warszawie, a potem w Poznaniu. W tym czasie nastąpił jej powrót do Kościoła, nie oznaczało to jednak w jej przypadku zerwania ze środowiskiem kultury alternatywnej. W 1996 urodziła córkę Ninę, a w 1999 syna Stanisława.
Tomasz Budzyński kilkakrotnie w tekstach swoich wierszy i piosenek użył imienia Natalia. Piosenka „Tygrysy już śpią” z albumu Taniec szkieletów jest jej poświęcona.

## Kariera publicystyczna i literacka
Jest jedną z autorek artykułów zebranych do pierwszego numeru Frondy, w którym opisała ruch Straight edge. Później również publikowała w tym piśmie Jest stałą autorką Przewodnika Katolickiego. Między 2002 a 2021 ukazało się w nim kilkaset jej artykułów. Wiele z nich dotyczy kultury i sztuki, a także religii, są to m.in. recenzje. Zgodnie z profilem pisma są to czasem teksty dotyczące kultury katolickiej, ale również związanej z innymi wyznaniami chrześcijańskimi, a także niezwiązanej z religią. Porusza również tematy kultury żydowskiej i antysemityzmu, pedofilii w Kościele wykorzystywania, także seksualnego, zakonnic. Niektóre zaś dotyczą wprost religii, np. ekumenizmu czy neokatechumenatu. W swoich artykułach nie ogranicza się do wątków kulturowych i religijnych. Krytykuje eksploatację środowiska podważanie medycyny opartej na dowodach, takie jak homeopatia czy teorie spiskowe dotyczące pandemii COVID-19.
W swoich książkach biograficznych często porusza kontrowersyjne wątki. Taka okazała się biografia Marianny Kolbe, matki Maksymiliana Kolbego, która z tego względu stała się niechętnie widziana w Niepokalanowie. Sama Budzyńska podkreśla, że opisuje wątki pomijane przez wcześniejszych biografów Maksymiliana Kolbego czy Adama Chmielowskiego. Biografia kuzyna jej dziadka, Alfreda Trzebińskiego, jest jednym z nielicznych przykładów publikacji, w których z perspektywy potomków poruszana jest kwestia udziału Polaków w zbrodniach nazistowskich.

## Publikacje

### Wybrane artykuły
- Natalia Budzyńska, Straight Edge, „Fronda”, 1, 1994, s. 174-179.
- Natalia Trzebińska-Budzyńska, „Klinika Lalek” – Teatr Artystyczny Wioski Wolimierz, „Kultura Współczesna”, 3/4, 1995, s. 133-143.

### Książki
- Natalia Budzyńska, Matka męczennika, Kraków: Znak, 2016, ISBN 978-83-240-4309-5. Brak numerów stron w książce
- Natalia Budzyńska, Brat Albert. Biografia, Kraków: Znak, 2017, ISBN 978-83-240-4975-2. Brak numerów stron w książce 2018: nagroda Feniks w kategorii Eseistyka[29].
- Natalia Budzyńska, Dzieci nie płakały. Historia mojego wuja Alfreda Trzebinskiego, lekarza SS, Wołowiec: Czarne, 2019, ISBN 978-83-8049-824-2. Brak numerów stron w książce 2020: nominacja do nagrody Juliusz[30]
- Natalia Budzyńska, Ja nie mam duszy. Sprawa Barbary Ubryk, uwięzionej zakonnicy, której historią żyła cała Polska, Kraków: Znak, 2020, ISBN 978-83-240-5906-5. Brak numerów stron w książce
- Natalia Budzyńska, Witkiewicz. Ojciec Witkacego, Kraków: Znak, 2022, ISBN 978-83-240-6533-2. Brak numerów stron w książce: Nagroda Literacka Zakopanego 2023[31].
- Natalia Budzyńska, Zakopane artystek, Kraków: Znak, 2024, ISBN 978-83-240-6844-9. Brak numerów stron w książce.